# Ceratophaga
Ceratophaga — род молевидных чешуекрылых из семейства настоящие моли.

## Описание
Как правило, мелкие бабочки, окрашенные в однотонные тёмные коричневые, серые и т. п. цвета. У большинства видов крылья полностью лишены рисунка, а у некоторых видов он слабо выражен. Крылья ланцетовидной формы, задние — с выраженной бахромкой. Челюстные щупики тонкие, состоят из пяти члеников. Как и другие представители семейства настоящие моли, ведут скрытный образ жизни, обычно активны в вечернее время. Тело гусениц более или менее цилиндрическое, покрыто мягкой кутикулой.

## Ареал
Род включает 16 видов, из которых 12 обитает в Африке, ещё три встречается в Азии, и один — Ceratophaga vicinella, как исключение из рода, обитает в Северной Америке на юго-востоке США.

## Питание гусениц
Гусеницы африканских видов, например Ceratophaga vastella, обнаружены в рогах как живых, так и мёртвых антилоп и буйволов, где они питаются кератином.
А гусеницы вида Ceratophaga vicinella, обитающего в южной Флориде, питаются панцирями мёртвых черепах гофер-полифем (Gopherus polyemus). Каждая гусеница сооружает неразветвленный ход-трубку из шёлка, которые простирается от пластин панциря черепахи в подлежащий песчаный грунт на глубину 3—10 см. При разложении туши черепахи, отдельные щитки часто отслаиваются от кости панциря, личинки также питаются ими. Окукливание происходит в почве.

## Виды
В состав рода включают следующие виды:
- Ceratophaga chalcodryas
- Ceratophaga ethadopa
- Ceratophaga haidarabadi
- Ceratophaga infuscatella
- Ceratophaga kuldjaensis
- Ceratophaga lichmodes
- Ceratophaga luridula
- Ceratophaga neodryas
- Ceratophaga nephelotorna
- Ceratophaga obnoxia
- Ceratophaga orientalis
- Ceratophaga tenebrosa
- Ceratophaga tragoptila
- Ceratophaga vastellus
- Ceratophaga vicinella
- Ceratophaga xanthastis